# ミフネリュウ
ミフネリュウ（御船竜）は、日本の九州地方で発見された獣脚類恐竜につけられた非公式の名前。現在までのところ、1本の歯のみが発見されている。名称は発見地である熊本県上益城郡御船町にちなんだもので、メガロサウルス科と推定されている。

## 発見
1979年8月5日、高等学校教員の早田（わさだ）幸作は当時小学1年生の息子と夏休みの自由研究として熊本県御船町梅木の御船層群の露頭で貝の化石採集を行っていてサメの歯のような化石を発見した。珍しいサメの歯だと考えた早田は熊本大学理学部の村田正文を通じ、化石を国立科学博物館の上野輝爾のもとへ送った。上野は化石がサメの歯ではないと気づき、横浜国立大学の長谷川善和に鑑定を依頼した。1984年に日本古生物学会にて長谷川、村田の連名によりこの化石が肉食恐竜のものであることが発表され、日本においてこの後に恐竜の化石発見がニュースとして伝えられる最初のケースとなった。
1992年には化石の詳細な記載を含む論文が長谷川、村田、早田、イェール大学の真鍋真（後に国立科学博物館）により発表されている。1990年にデヴィッド・ランバートによりミフネサウルス("Mifunesaurus")と言う名で紹介されているが、学名の命名に必要な記載は行われておらず、裸名のままである。

## 特徴
唯一の標本であるYNUGI10003は先端の一部を欠く1本の歯である。歯冠部が長く、横方向に潰れている。長さが72.7 mm、基部の幅が12.3 mm、前後方向の基部の長さは22.5mmである。基部の幅/歯冠の比が0.17で同じ程度の大きさの他の獣脚類の歯の標本ではアロサウルスで0.35、ティラノサウルスでは0.30であり、これらと大きくことなり特徴的である。全体の半分ほどの長さはほぼ真直ぐで、先端部分でわずかに後方にカーブし先細になっている。形状と大きさからこの歯は右上顎骨前半部のものとみられる。鋸歯は前縁、後縁ともにあり5 mmあたり20個で先端部ほど明瞭である。後方の鋸歯に沿って血管溝が見られるが皺は明瞭ではない。
この歯は中国の? Megalosaurus bucklandii（NSM PV 15071）、イギリスのメガロサウルス・ヘスペリス（Megalosaurus hesperis）、中国のガソサウルスのものに似ている。このうちNSM PV 15071に最もよく似ている。NSM PV 15071は中国、山西省（層序情報なし）で発見された上顎骨の一部であるが分類可能な十分な特徴が無い。またメガロサウルス・ヘスペリス、ガソサウルスの分類も不確定である。しかしながらミフネリュウはこれらとの類似性からメガロサウルス科に分類された。同じく九州の白亜紀前期の地層から1992年に1本の歯に基づくワキノサウルスが報告されているが、ミフネリュウとは明らかに異なっている。御船では1990年にも獣脚類の中足骨などが発見されクマモトミフネリュウの通称がつけられているが、これらはアロサウルスのものに似ており別種とみられる。

## 発見地と年代
発見地の御船層群は九州中部に臼杵‐八代構造線に沿って存在し、3層からなる白亜紀の地層である。化石の発見された下部層はMatsumotoe japonicaやPseudoasanis sp.などの汽水から浅海の貝類が産出している。イノセラムスなどから年代は白亜紀後期セノマン期のものと推定されている。海成層からの発見であり、歯のみが流されて化石化したものと考えられ、その後も他の部分の化石は発見されていない。しかし、この発見が契機となり御船層群の上部層からは1990年代以降に複数の恐竜化石が発見されており、御船町恐竜博物館が建設され研究活動が行われている。

## 生態
メガロサウルス科一般の特徴として二足歩行の肉食動物であったと推定される。